# Бохол
Бохол (таг. Bohol) је острво и провинција у архипелагу Филипина, које припада подручју Централне Висаје. Провинцији припада острво Бохол и 75 малих околних острва. На западу је острво Себу, на североистоку је Лејте, а на југу је Минданао. 
Прво насеље на Бохолу оформили су досељеници са Минданаа око 1200. Први Европљанин на Бохолу је био Фердинанд Магелан 1521. 
Бохол има површину од 4.117,3 km² и 1.313.560 становника (податак из 2015). Највећи град на острву је Тагбиларан Сити (92.297 становника 2007). Становници говоре језик себуано. 
Острво је познато по атрактивним кречњачким формацијама („брда од чоколаде“) и по туризму (роњење). 